# Jacques Dubois (ébéniste)
Pour les articles homonymes, voir Jacques Dubois et Dubois.
Jacques Dubois était un maître ébéniste du XVIIIe siècle, né à Pontoise le 7 avril 1694 et mort à Paris le 23 octobre 1763.
Ébéniste du roi, il travailla aussi pour la princesse Louise Élisabeth, la duchesse de Parme, le duc d’Orléans et pour la noblesse de l’époque. 
Il fut un des maîtres du style Louis XV, spécialiste des placages vernis, reproduisant les effets des laques d'Extrême-Orient, à fonds noirs ou rouge, décorés de chinois et de pagodes, d'un très haut niveau de qualité. 
Il lui est arrivé d'exécuter les bronzes délicatement ciselés appliqués sur ses meubles.

## Biographie
- En 1730, il se marie et a trois enfants : Louis, Charlotte et René.
  - Ses deux fils seront eux-mêmes ébénistes et deviendront maître en 1754.
  - Sa fille Charlotte épousa l'ébéniste Jean Goyer
- En 1742, il obtient sa maîtrise
- En 1752, il est élu, pour deux ans, juré de la corporation des menuisiers ébénistes, et chargé d'examiner la qualité des meubles exécutés par ses confrères et d'y appliquer, après un examen, le poinçon de la Jurande des Maîtres ébénistes
- En 1763, il fut chargé d’estimer le patrimoine laissé par Jean-François Oeben à sa mort.
- En 1764, après son décès, il est rédigé un inventaire de ses réalisations qui permet de comprendre son rôle dans le développement du style Louis XV

## Son estampille
Un meuble estampillé Dubois est garanti haut de gamme, mais cela ne signifie pas nécessairement qu'il soit de Jacques Dubois père. En effet, son fils René Dubois prend la tête de l'atelier paternel en 1763, sans changer d'estampille. Cela ne pose pourtant pas de problème aux experts qui savent distinguer facilement les meubles de l'un et de l'autre.

## Sa cote
En mars 2004, un « dos d'âne bonheur du jour » décoré de paysages marins, qui porte l'estampille de Jacques Dubois, le père, et qui serait pourtant l'œuvre de René Dubois le fils, a été estimé à 150 000 euros, dans une vente à Senlis, dont il fut la vedette. 

## Musées
- musée Carnavalet : Une commode à deux tiroirs réalisée en 1745 de l'ébéniste Jacques Dubois. C’est une commode en laque, aux pieds galbés avec des décors floraux d'inspiration asiatique (85 x 115 x 57 cm, Inv. MB 450, léguée par Henriette Bouvier au musée en 1965).
- Musée du Louvre : Commode (vers 1750) dans la Grande salle Louis XV et un Bureau plat pour Marie Leczinska